# Monique d'Hippone
« sainte Monique » redirige ici. Pour les autres significations, voir Sainte-Monique, Monique et Monique (homonymie).
Monique, connue sous l'appellation de sainte Monique, née vers 332 à Thagaste dans l'Empire romain (aujourd'hui Souk Ahras en Algérie) et décédée en 387 à Ostie (aujourd'hui en Italie), est une chrétienne d'origine berbère. Son fils, Augustin, un des plus grands théologiens chrétiens, lui a rendu un vibrant hommage, particulièrement dans ses Confessions, ouvrage qui reste la principale source d'information biographique à son sujet. Reconnue sainte par l'Église catholique et l'Église orthodoxe, elle est fêtée le 27 août, veille de la fête de son fils. Toutefois, dans le rite tridentin jusque dans les missels de 1962, et en Wallonie, elle est fêtée le 4 mai.

## Biographie

### Origines
Monique est née en 331 ou 332, (en actuelle Algérie), à Thagaste, petite ville située sur l'une des routes qui reliait Hippone à Carthage, dans la province romaine d'Afrique anciennement en Numidie. La future mère d'Augustin présente donc une double identité culturelle : berbère et romaine, ou plutôt romanisée. D'ailleurs, le nom de Monica est une adaptation latine de Monnica, l'un des nombreux noms libyques formés sur la racine Monn-.
Il constitue le diminutif de Monna, nom indigène bien attesté, qui provient d'une divinité locale « dont le culte est mentionné sur une inscription de Thignica ». C'est en effet dans un monde encore majoritairement païen où le christianisme n'est toléré que depuis l'édit de Milan publié par l'empereur Constantin en 313, que Monique a vu le jour vers 331, au sein d'une famille de vieille tradition chrétienne.
Dès son enfance, elle fut confiée aux soins d'une servante âgée, dont la piété et la moralité étaient éprouvées. Aux côtés de celle-ci, elle apprit à ne pas « admettre comme agréable ce qui n'était pas honnête », et à se déshabituer de prendre un peu de vin à l'insu des responsables de son éducation.
Plus tard, Monique ira à l'école, et quand elle dirigera la maisonnée, on y parlera non la langue punique, mais le latin. Elle n'aura cependant rien d'une intellectuelle et demeurera attachée à certaines pratiques traditionnelles que les chrétiens cultivés de l'époque considéraient déjà comme primitives.

### Le mariage

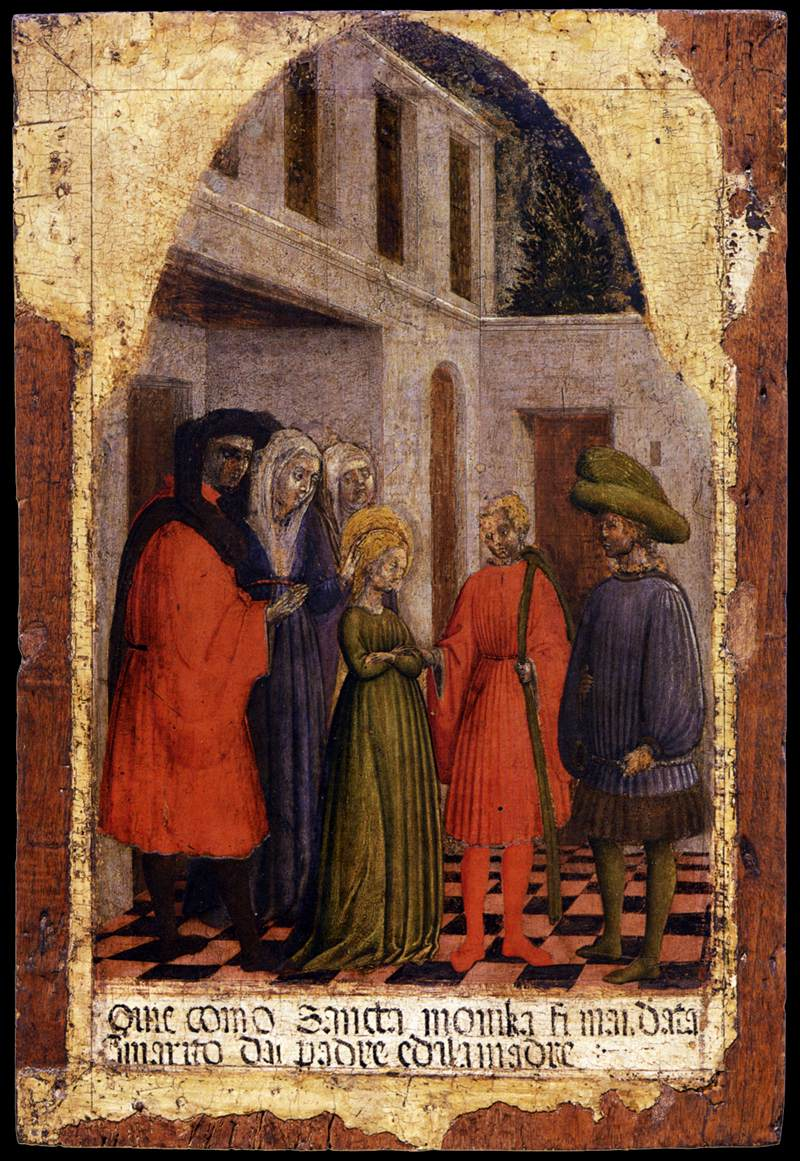
Le mariage de Monique et Patricius (par Antonio Vivarini).

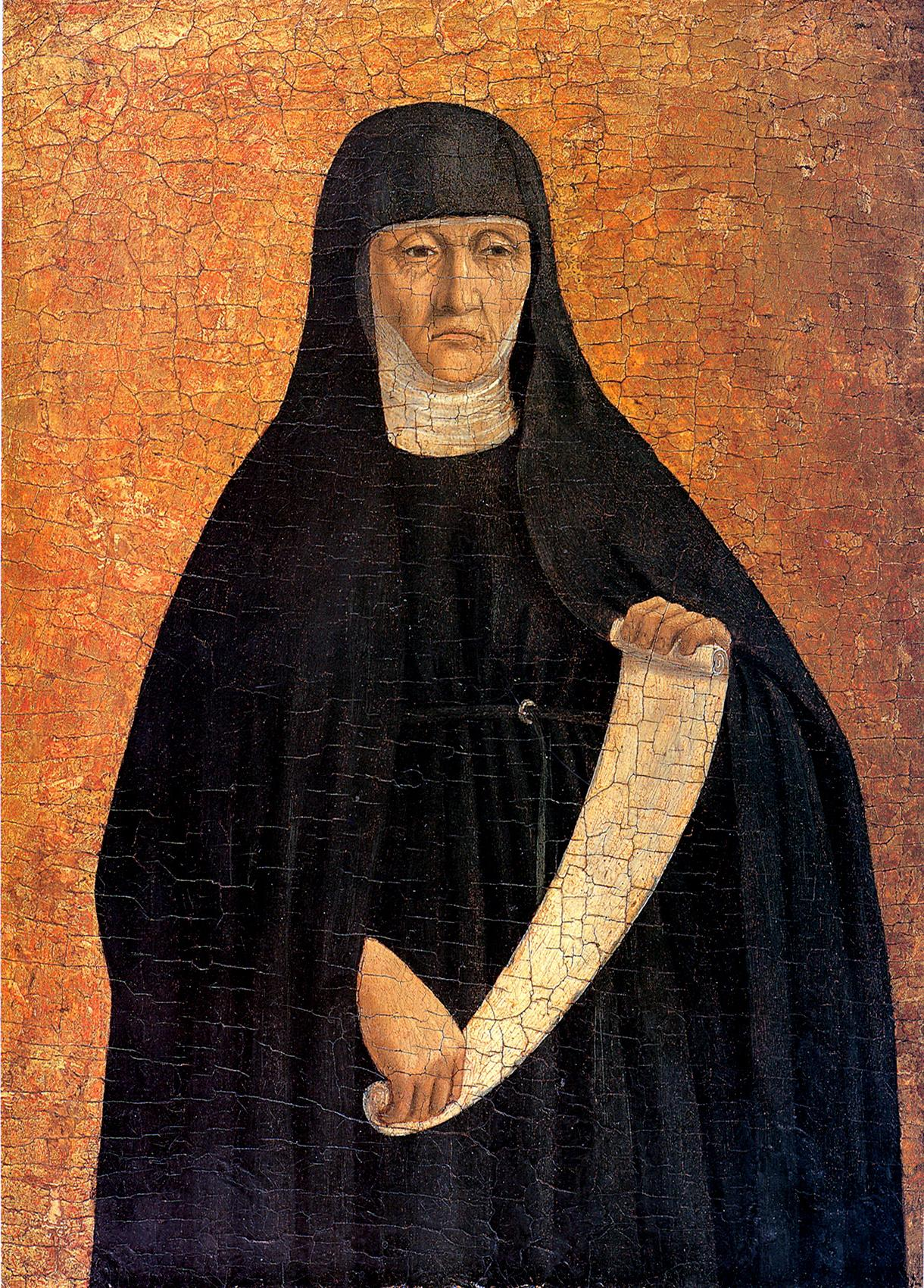
Une religieuse augustinienne (Sainte Monique) par Piero della Francesca.

On sait que Monique avait vingt-trois ans, quand elle donna naissance à Augustin, son premier né, et qu'elle était dans « la plénitude de la nubilité » (selon le livre IX des Confessions) quand elle épousa un décurion municipal nommé Patricius de vingt ans son ainé. C'était un homme à la mentalité païenne qui se montrait enclin à la colère et au libertinage. Monique endura vertueusement les travers de ce mari volage, supportant les soupçons de sa belle-mère et les ragots des domestiques. Même s'il critiquait les chrétiens et leurs pratiques, elle restait calme et patiente. L'exemple quotidien de sa douceur et de sa gentillesse finit par porter ses fruits, et un an avant sa mort, qui survint alors qu'Augustin avait dix-sept ans, Patricius accepta la foi de sa femme en recevant le baptême quelque temps avant de mourir.
Petits propriétaires terriens, les parents d'Augustin disposaient d'une domesticité et de quelques biens : pas le grand luxe, mais suffisamment pour financer, en partie, les hautes études de leur fils. Bien insérés dans la société romaine, ils y étaient estimés : Patricius faisait partie du conseil municipal, et Monique était admirée pour sa noblesse naturelle.
Soucieux tous les deux au sujet de l'avenir de leur fils, sa mère persévérante dans la foi, et son père faisant des efforts financiers, ils apparaissent, avec le recul, comme les parents idéaux pour un futur évêque de l'Église d'Afrique aux premiers siècles. Même si, à l'époque, l'enfant semble avoir surtout été frappé par la tension qui régnait entre les époux. En plus d'Augustin, ils eurent un fils et une fille.
Appelé Navigius, le frère d'Augustin paraît avoir été timide et maladif ; il avait hérité de la piété de sa mère ; il participera au stage de Cassiciacum. Quant à la sœur, on ne connaît pas son nom, mais la tradition l'appelle Perpétue d'Hippone. On sait seulement que, devenue veuve, elle se fit religieuse au couvent d'Hippone, où elle dirigea la communauté. Augustin a fait parfois allusion à des nièces devenues moniales, et à un neveu, Patricius, sous-diacre dans sa ville épiscopale, mais on ne dispose pas de plus d'informations sur la question.

### L'itinéraire d'Augustin

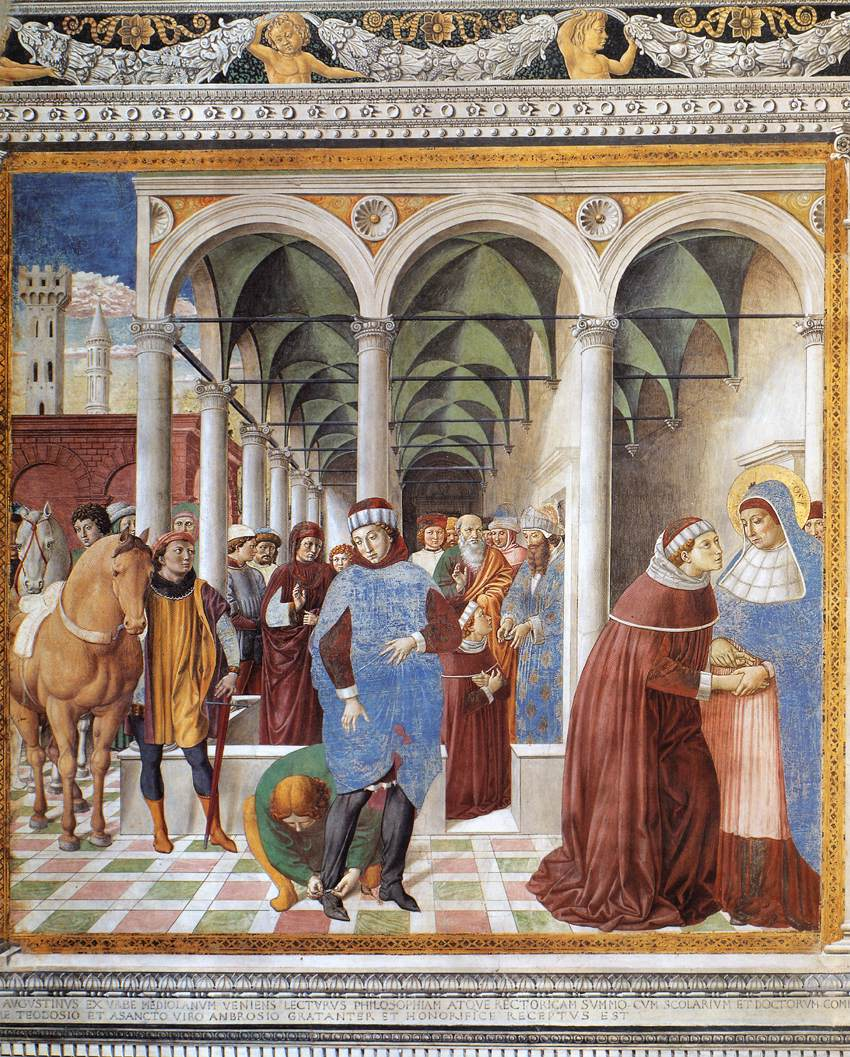
Arrivée d'Augustin à Milan (par Gozzoli).

Monique n'aura rien épargné en vue de l'éducation d'Augustin, parvenant d'autant mieux à lui inculquer la foi chrétienne que tout, dans son propre comportement, confirmait la véracité et la grandeur des enseignements évangéliques. Et cependant, Augustin a pu faire deux reproches à sa mère. Premièrement, d'avoir différé le baptême de son fils, mais c'était là une coutume en usage dans l'Église de Thagaste d'attendre l'âge adulte pour recevoir ce sacrement. Deuxièmement, de ne l'avoir pas marié au sortir de la puberté, mais Monique craignait de compromettre de brillantes études.
De fait, à l'âge de dix-sept ans, Augustin est envoyé à Carthage pour y parfaire sa formation de rhéteur. Livré à lui-même, le jeune homme consacre d'abord une année à la découverte de la sexualité, avant de fixer son affection sur une femme, restée anonyme, dont il eut un fils, un an plus tard, appelé Adéodat, et avec laquelle il cohabitera durant quatorze ans. Les études à Carthage amènent également Augustin à se poser des questions sur le sens de la vie. À dix-neuf ans, il lit un traité philosophique de Cicéron, intitulé Hortensius : séduit par ce protreptique, il est pourtant déçu de ne pas y trouver le nom du Christ.
Il passe ensuite dans le mouvement religieux des manichéens, entre autres parce que ceux-ci avaient inscrit la figure de Jésus dans leur système quelque peu syncrétiste. Devenu, non sans succès, professeur à Rome, puis à Milan, le jeune rhéteur se détache finalement du manichéisme pour se tourner vers le néo-platonisme, avant de retrouver, avec l'aide de saint Ambroise, l'autorité du Christ dans les écrits de l'Apôtre Paul : c'est la fameuse scène du jardin, qui marque, à trente-trois ans, la conversion d'Augustin, c'est-à-dire son retour au sein de l'Église catholique, et l'acceptation de la doctrine de celle-ci en matière de foi et de mœurs.
Comme l'attestent les Confessions, tout au long de ces années d'errance, Monique, devenue veuve vers quarante ans et obligée de subvenir aux frais scolaires de son fils, aura prié, prêché, pleuré, non sans manifester, dans un premier temps, une mentalité de mère abusive.

### L'épreuve de Monique

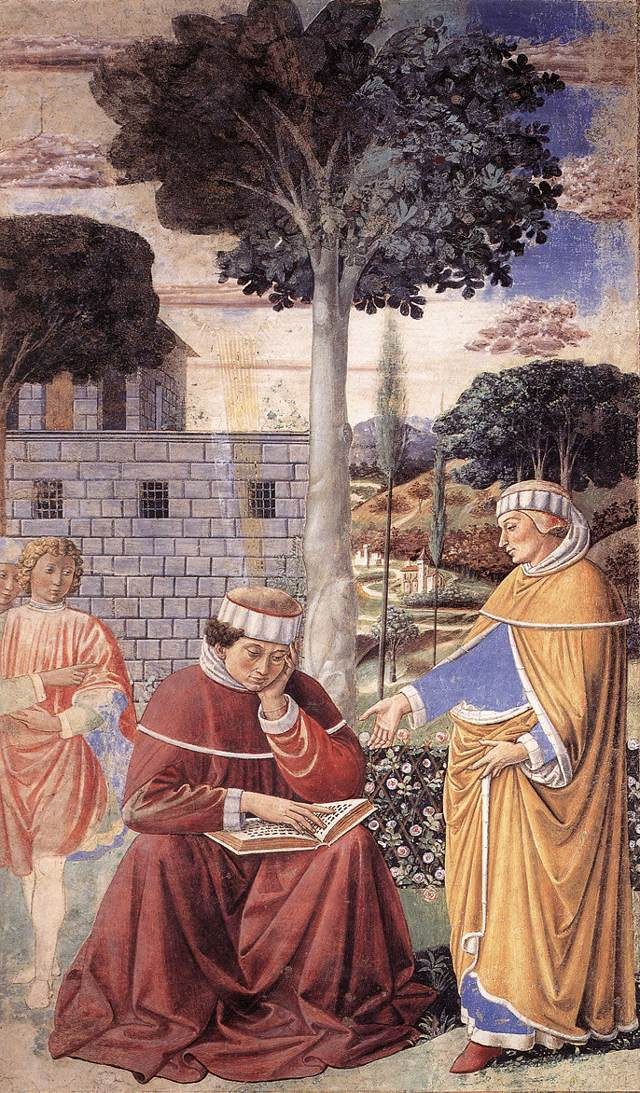
La scène du Jardin de Milan : conversion d'Augustin (par Gozzoli).

Dès 369, Monique a senti que son fils s'éloignait d'elle, au point de vue spirituel comme au point de vue moral. Lorsqu'il se chargea d'une concubine, elle refusa de recevoir celle-ci et, plus tard, persuadera Augustin de renvoyer la mère d'Adéodat (dont elle s'occupera), femme d'un rang inférieur, d'une moralité douteuse à ses yeux, et qui constituait un obstacle à tout mariage honorable. Mais ce fut bien pis lorsqu'Augustin se mit à fréquenter les manichéens : un jour qu'il était revenu à Thagaste, elle refusa tout net de recevoir l'apostat.
Dans les Confessions, il évoquera plus tard la tristesse de sa mère à cette époque, et notera que deux faits l'ont toutefois encouragée à ne pas désespérer : d'une part, un rêve étrange, dans lequel un être lumineux commandait à une Monique en larmes de bannir toute crainte ; d'autre part, une conversation avec un évêque, qui l'aurait congédiée avec ces mots restés fameux : « il est impossible que périsse ce fils de tant de larmes ».
En attendant, celui-ci partit pour Rome à l'insu de sa mère, qui le rejoignit, quelques mois plus tard, à Milan, pour une raison inconnue. Là, Monique apprit, probablement en juin 385, qu'Augustin avait renoncé au manichéisme. Elle rencontra saint Ambroise et se soumit à ses directives concernant le jeûne en usage dans l'Église locale, acceptant même de renoncer à la coutume africaine de porter des aliments aux tombeaux des martyrs, ce qu'elle avait toujours pieusement accompli jusque-là.
Les relations entre la mère et le fils s'étant améliorées, ils en viennent, pour la première fois, à envisager un éventuel mariage qui, dans l'esprit de Monique, pousserait décisivement Augustin à se faire baptiser. Elle avait jeté son dévolu sur une jeune Milanaise de bonne famille, à laquelle ne manquaient que deux ans pour être nubile : le temps de renvoyer la mère d'Adéodat et, pour Augustin, de prendre une nouvelle maîtresse… 
Autant de gesticulations dérisoires ! Puisqu'au terme d'un long parcours intellectuel, débouchant sur une scène à la fois toute simple et surnaturelle, le jeune rhéteur sent tomber les derniers obstacles intérieurs à sa conversion, et court, avec son ami Alypius, porter la bonne nouvelle à sa mère, qui se retrouve alors au comble de la joie.

### Une communion retrouvée

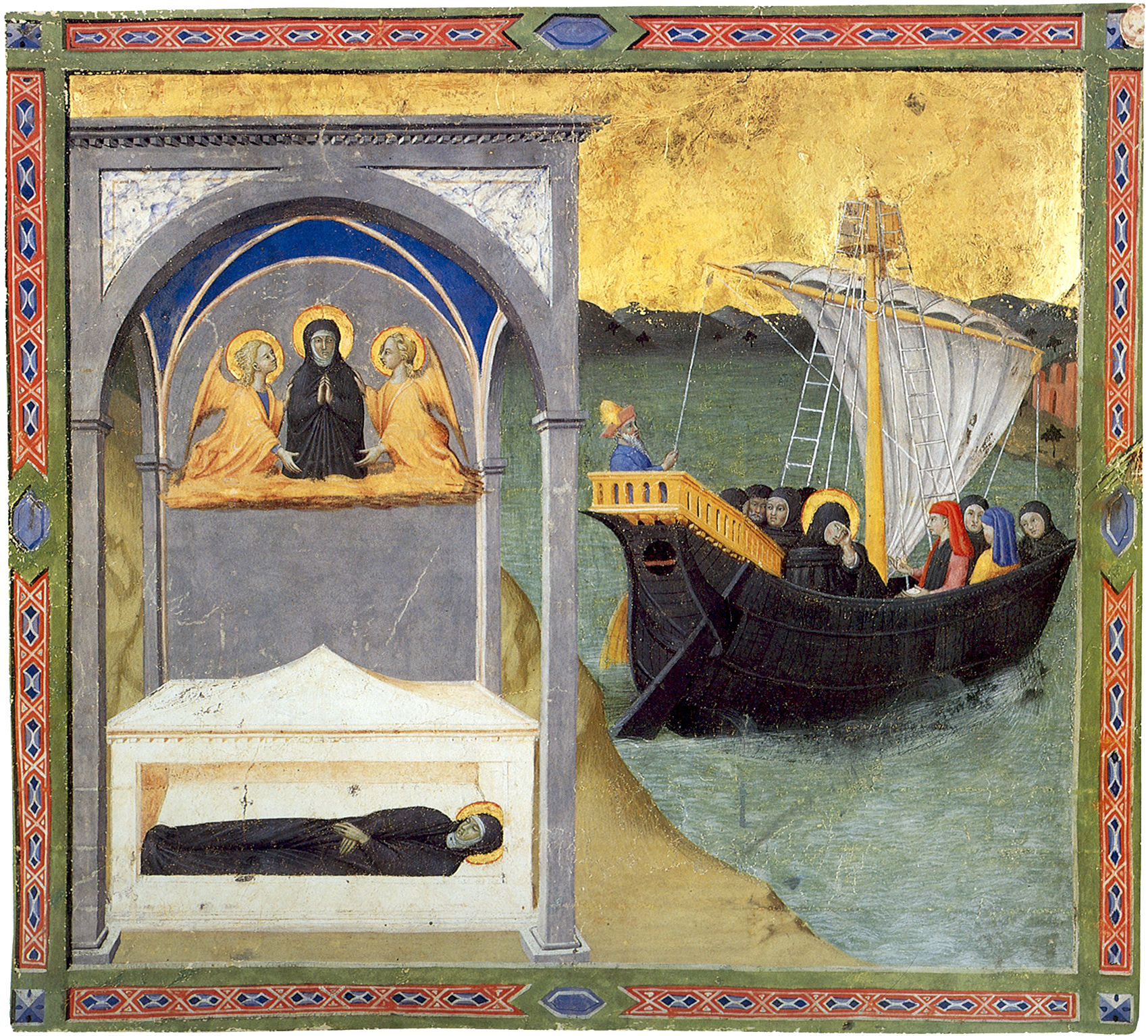
Mort de Monique à Ostie et retour d'Augustin en Afrique (par le Maestro dell'Osservanza).

Augustin reçut le baptême à Milan, des mains d'Ambroise, la nuit du 24 au 25 avril 387. Auparavant, il s'était retiré à Cassiciacum, dans une villa de campagne mise à sa disposition par un certain Vérécundus. Outre des amis et des disciples, il y avait emmené son fils, son frère et sa mère, dans le but de se préparer à la réception du sacrement, en menant une vie ascétique, balisée de discussions philosophiques.
Spiritualité et intellectualisme : tout saint Augustin est déjà là, dans une atmosphère de recueillement et de convivialité, dont il évoquera la lumineuse douceur à travers les pages des Dialogues. Aussi Monique apparaît-elle dans cet ouvrage, veillant à l'entretien du petit groupe, à l'orientation des débats sur des thèmes chrétiens, à la conclusion de ceux-ci par des prières ou des hymnes.
Une fois le baptême célébré, Augustin résolut, fin septembre, de rentrer en Afrique, sans doute à la prière de Monique, désireuse de retrouver les paysages familiers. Arrivés à Ostie, la mère et le fils ne purent embarquer immédiatement parce que la flotte de l'usurpateur Maxime bloquait les ports de Rome. C'est alors qu'ils partagèrent une expérience d'extase, connue dans l'histoire de la spiritualité sous le nom de Vision d'Ostie, au cours de laquelle ils sont remontés, dans un élan d'amour divin et le temps d'un soupir, jusqu'aux sources de l'Être. Tandis qu'ils attendaient de quitter le Latium, Monique tomba malade et décéda, au bout de neuf jours, le 13 novembre 387, à l'âge de cinquante-six ans, laissant un Augustin inconsolable. Celui-ci s'attarda encore une dizaine de mois à Rome ; avant de regagner définitivement l'Afrique, il se rendit une dernière fois sur la tombe de sa mère : une page de son existence venait de se tourner.

## Spiritualité

### Une figure augustinienne

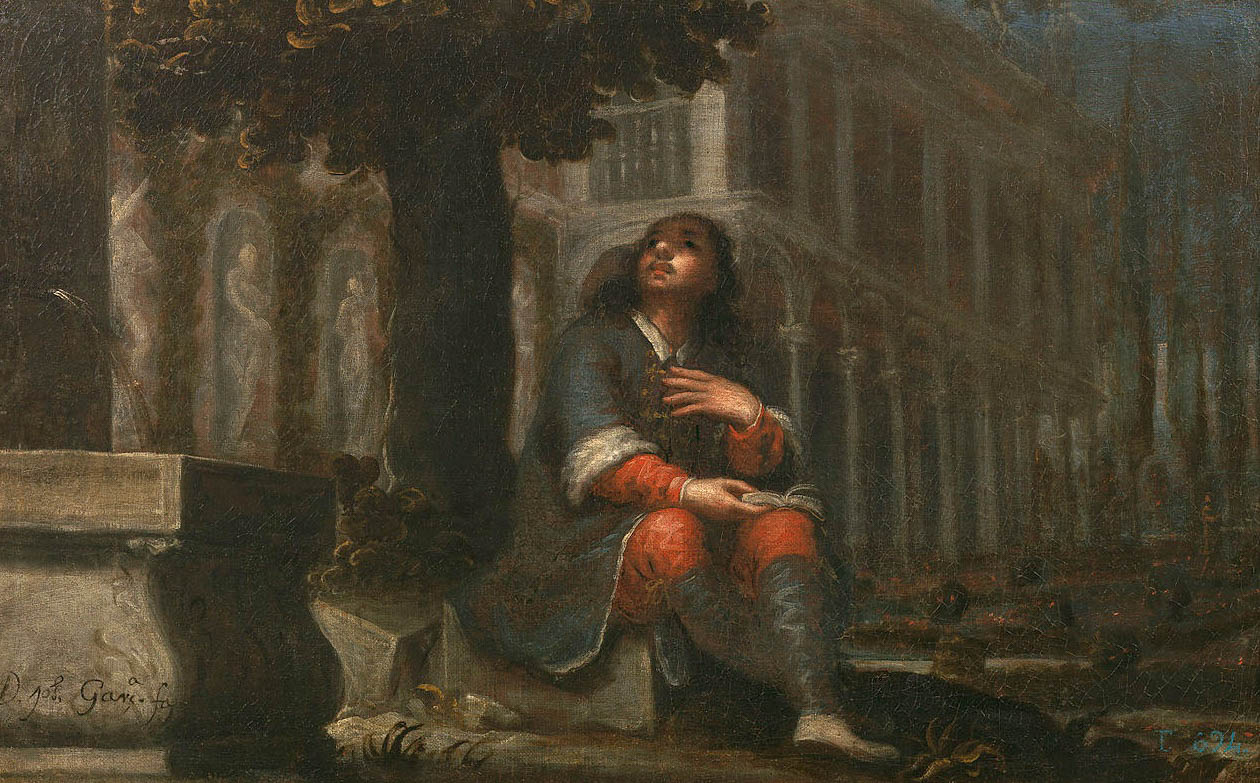
Augustin, un psychologue épris de métaphysique.

La mémoire de Monique s'est essentiellement transmise par le biais des Confessions et des Dialogues, à travers le regard de son fils. Le rapport entre ces deux êtres a ainsi pu être analysé par certains psychologues au début du XXe siècle. Cependant, la physionomie spirituelle de Monique s'inscrit à l'intérieur du projet autobiographique d'Augustin, qui cherche à dépasser le plan psychologique pour atteindre une anthropologie métaphysique.
De l'image du cœur humain inquiet, sur laquelle s'ouvrent les Confessions, jusqu'à la reconnaissance du Souverain Bien, par laquelle elles se closent, la recherche du repos en Dieu, source de la vie bienheureuse et de la bonté foncière du créé, dessine un itinéraire personnel, mais exemplaire : à suivre les vues de la Providence, le cas de l'auteur peut être étendu à toute la condition humaine.
C'est pourquoi les neuf livres autobiographiques des Confessions se voient prolongés de quatre livres anthropologiques, consacrés aux problèmes de la mémoire, du temps et de la création. Or, c'est à la charnière de ce diptyque qu'Augustin dresse un véritable tombeau pour sa mère.

### Un tombeau pour Monique

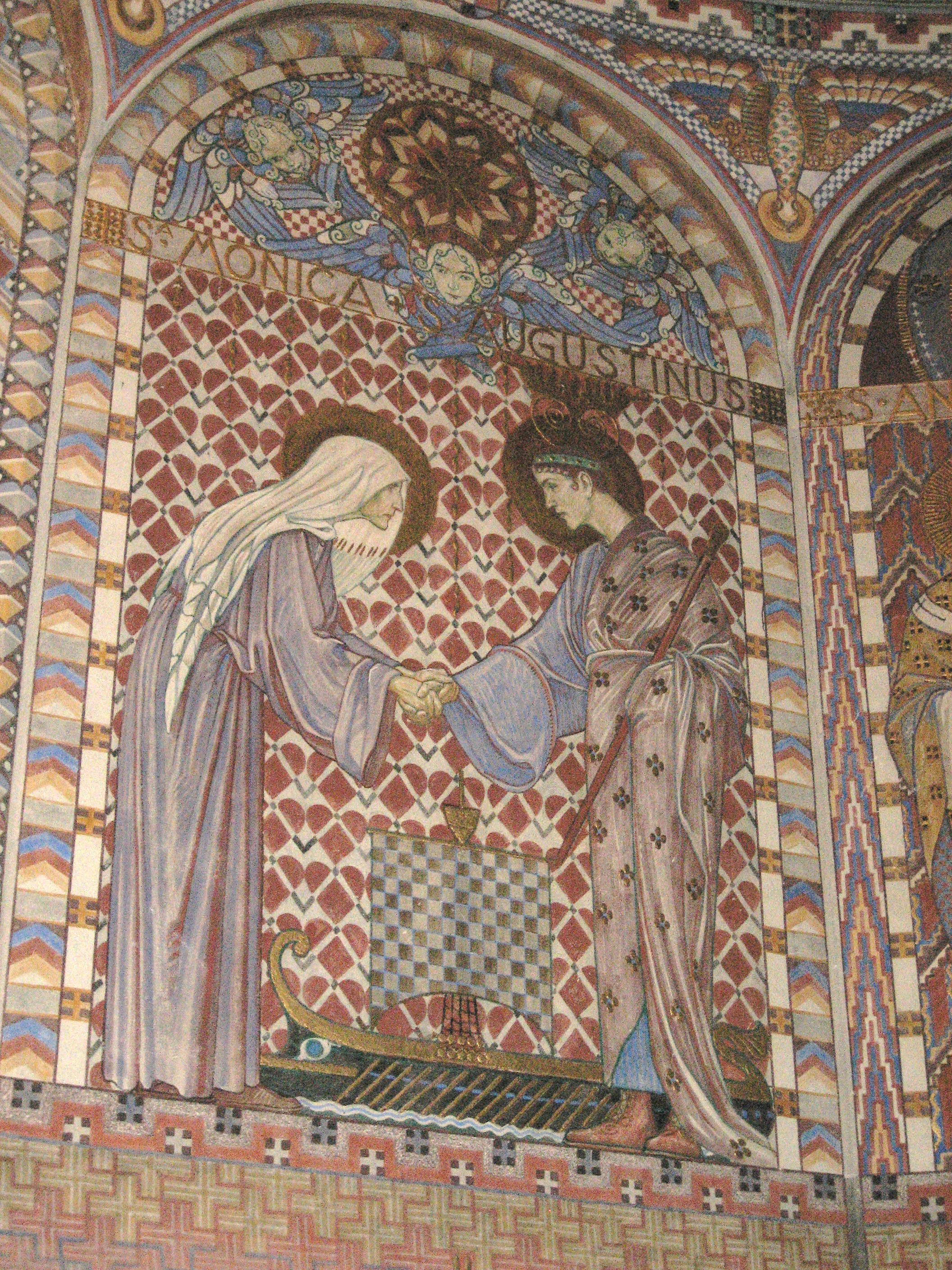
Monique et Augustin : une histoire de départs et de retrouvailles (par Olle Hjortzberg.

Centré sur le baptême (réalisation sacramentelle de la conversion), le livre IX se poursuit en effet par le récit de la mort de Monique : un événement qui donne lieu, des chapitres VIII à XIII, à une rétrospective de l'existence de celle-ci ; et se ferme sur une prière, dans laquelle Augustin appelle les suffrages de l'Église pour le repos éternel de l'épouse de Patricius.
L'évêque d'Hippone rend ainsi hommage à celle qui fut son principal adjuvant dans la quête de Dieu, non sans créer un certain décalage entre ce qui est déclaré là et ce qu'il laisse entendre dans les livres précédents. Dans ce chapitre IX, il ne s'agit pas d'une biographie sommaire, mais plutôt d'un portrait spirituel, brossé de telle manière que Monique n'apparaît pas seulement comme la génitrice de l'auteur, mais surtout comme une « femme exceptionnelle », qui disposait d'une « brillante intelligence », d'un « caractère bien trempé » et d'une « sensibilité profonde ».
Avec le recul du temps et le mystérieux travail de la mémoire, Augustin choisit de mettre en valeur l'éducation chrétienne qu'elle avait reçue, son comportement conjugal, l'enracinement profond de sa foi, leur expérience commune de l'extase, et le chagrin qu'il éprouva lorsqu'elle mourut. Ces trois derniers traits méritent une explication car ils achèvent de présenter la personnalité de la sainte, dans le cadre de la réflexion théologique de son fils.

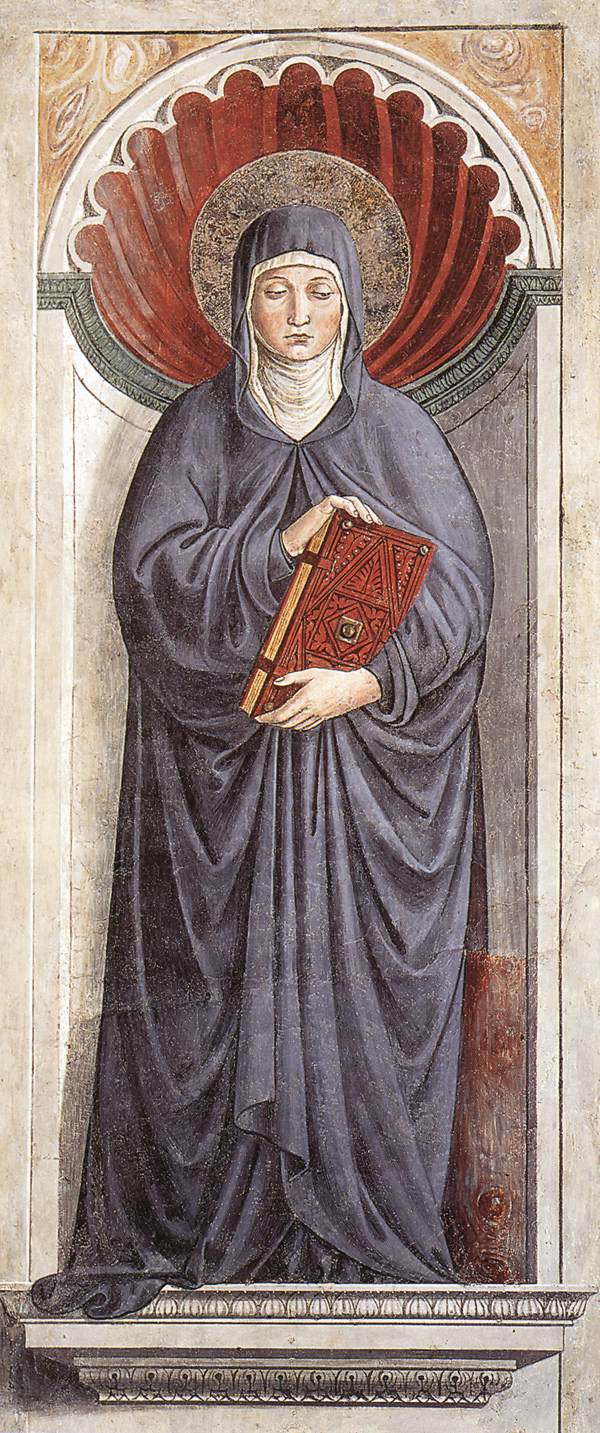
Monica of Hippo, par Benozzo Gozzoli

### Du bon usage des émotions
Selon Pétrarque, les Confessions forment le bréviaire des âmes sensibles, qui épanchent leur vie devant Dieu dans la ferveur et dans les larmes. Mais la délectation douce-amère qu'il tire des pleurs, éveille, comme toute volupté, le sens critique d'Augustin, et le moraliste en vient à opérer une distinction entre les mauvaises larmes (celles que verse l'enfant dans son impatiente convoitise, ou l'adulte qui s'émeut aux fictions théâtrales) et les bonnes : celles de la conversion, qui signifient l'émotion causée à la fois par le trouble du péché et le désir de la vie divine.
Dans ces conditions, que faut-il penser des pleurs si abondamment répandus par Monique ? Augustin leur accorde une attention toute particulière et semble les associer au lait maternel, pour suggérer que la mère et l'enfant forment un couple indissociable. C'est également ce qu'exprime, à sa manière, le rêve dans lequel Monique s'entend dire par un être lumineux : là où tu es, là il sera lui aussi. Songe consolateur, relayé par les paroles de l'évêque, évoquant le fils de ces larmes, comme si les pleurs étaient un mode d'enfantement ou de régénération.
À l'attachement filial d'Augustin (dont les écrits atténuent sans doute les traits rigides et autoritaires de l'amour maternel) correspond, chez Monique, un amour exclusif, voire une possessivité, qui provoque les mauvaises larmes de la frustration, lorsque son fils s'enfuit à Rome, et qu'elle se découvre abandonnée et trahie. Cependant, sous l'effet de la séparation, de la réflexion et de la distance prise par Augustin vis-à-vis des manichéens, Monique va progressivement tempérer les manifestations de son militantisme catholique.
Indissociables de ses prières, les larmes de la mère présagent alors du retour du fils prodigue à la vraie vie : elles arrachent à la mort spirituelle et engendrent à la vie éternelle. Des années plus tard, en composant le livre IX des Confessions, l'auteur se montrera sévère à l'égard des pleurs qu'il a lui-même versés à la mort de Monique, les jugeant symptomatiques du chagrin que cause immanquablement l'attachement aux créatures périssables.
Il affirmera être désormais « guéri de cette blessure, où l'on pouvait reprendre une affection trop charnelle », mais pleurer « à la pensée des périls que court toute âme « qui meurt en Adam » ». Sans nier les ressources de la sensibilité, il en appelle donc à un dépassement des points de vue particuliers, au profit d'une vision élargie, qui est ouverture sur la Vérité, l'Au-delà, l'Absolu.

### À la recherche de la Vérité
Une fois converti, Augustin décide de se consacrer à une double tâche : intellectuelle et ascétique, dans un effort d'ascension vers la sphère mystique. À cet effet, les Dialogues jettent les premières passerelles entre la philosophie platonicienne et la doctrine catholique, en faisant revivre la studieuse et joyeuse ambiance de Cassiciacum. Loin d'être une gêne, la présence de Monique s'avère un bienfait : elle s'occupe de l'intendance, veille sur les amis de son fils comme s'ils étaient ses propres enfants, et participe discrètement aux débats.
On peut même affirmer que le simple témoignage de sa personnalité va orienter de manière décisive la réflexion d'Augustin. Depuis longtemps déjà, il observe un décalage flagrant entre le haut niveau conceptuel de la philosophie et l'adhésion ingénue de sa mère aux vérités révélées. Mais l'essentiel ne consiste-t-il pas, comme elle le fait, à aimer la sagesse et à ne craindre ni la souffrance, ni la mort ? Peu importe, donc, si l'on ne maîtrise pas l'argumentation intellectuelle, puisque la foi aboutit concrètement à la réalisation de ce qui est visé ailleurs de manière purement théorique.
D'ailleurs, la sagesse chrétienne est acquise par la méditation et la mise en pratique des préceptes évangéliques, et une âme pleinement vouée à Dieu comme celle de Monique, reçoit ses enseignements de l'Église, mais aussi du Christ, le Maître intérieur. En effet, que le christianisme soit la vraie philosophie, ne dispense pas de rechercher la vérité en interne. Bien au contraire : après avoir été l'enjeu de sa conversion, cette intelligence de la foi deviendra même la priorité intellectuelle d'Augustin, qui attribuera aux prières de Monique ce privilège de ne rechercher que la vérité, non sans souligner qu'il attend désormais que le christianisme lui garantisse l'heureuse issue de l'effort philosophique antique, à savoir la vita beata : le bonheur.

### Une certaine vision du bonheur

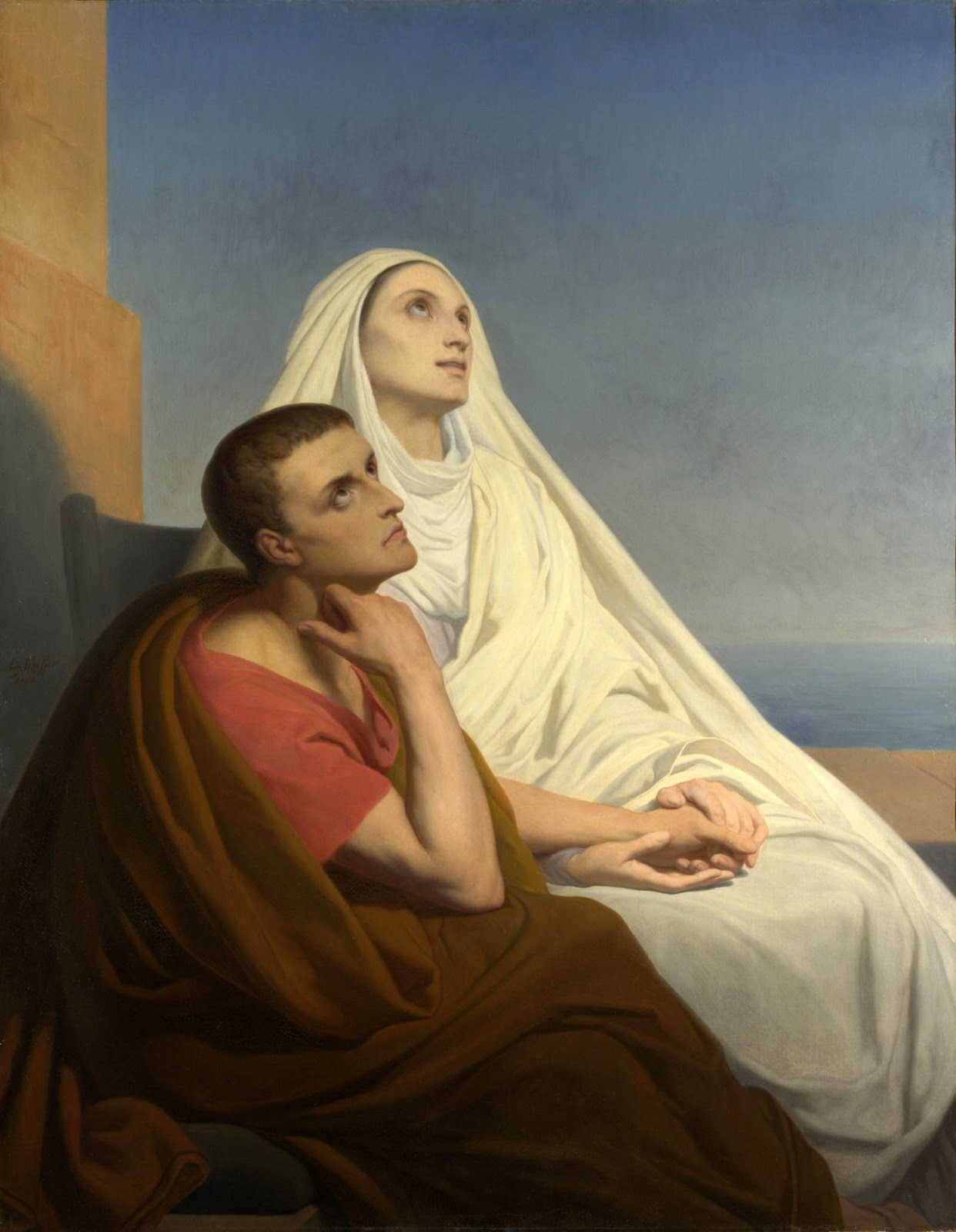
La Vision d'Ostie (par Ary Scheffer).

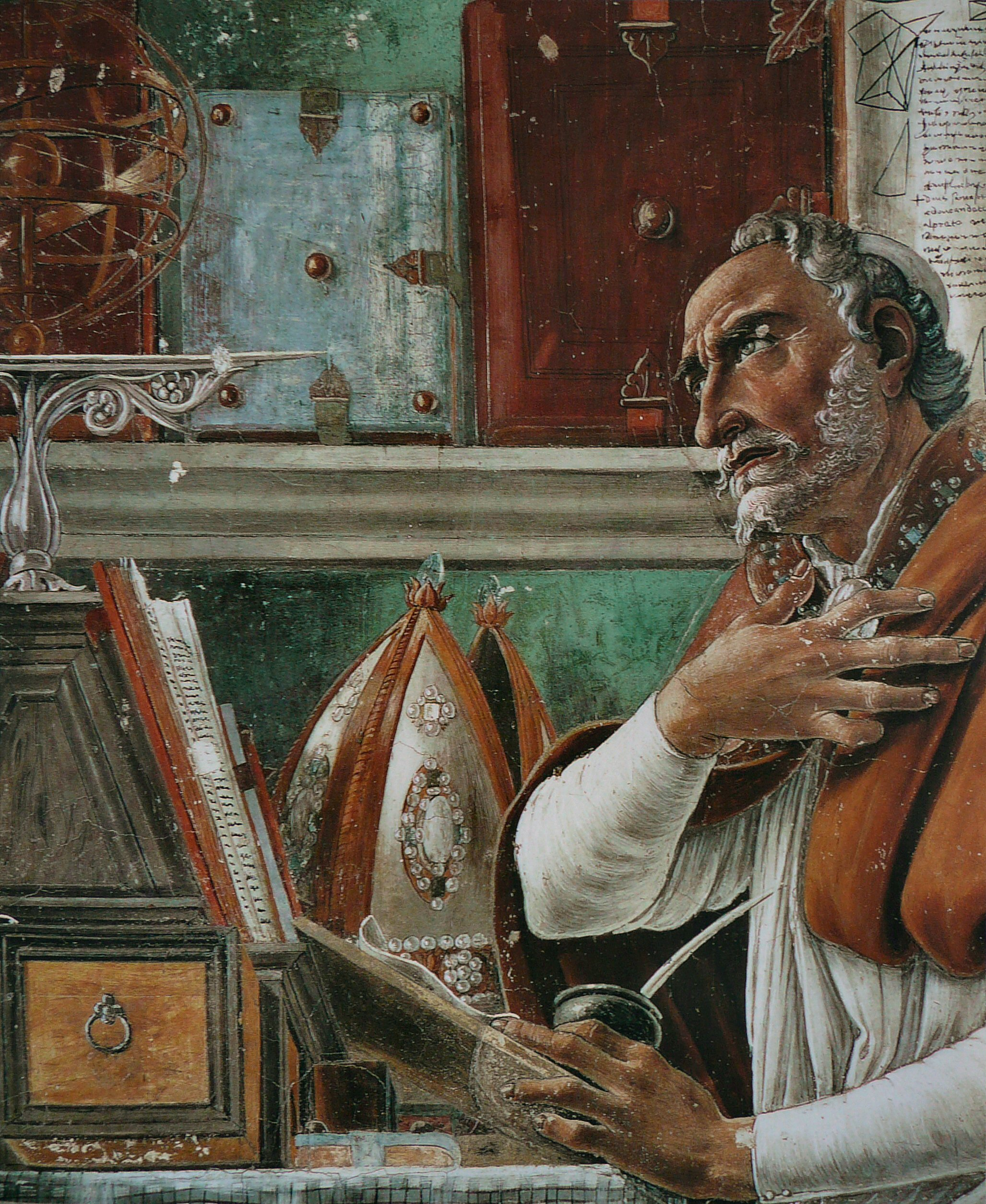
Augustin, « monstre de sensibilité » et maître de spiritualité (par Sandro Botticelli).

De fait, l'eudémonisme constitue le second volet de l'entreprise augustinienne. Brièvement dit, connaître c'est aimer, et la découverte du Souverain Bien englobe toute la personne : aussi l'aspiration ascétique d'Augustin prendra-t-elle la forme d'une élévation mystique. Il tracera d'ailleurs les grandes lignes de ce programme d'ascension intérieure, peu après la mort de sa mère, sur base de l'expérience extatique vécue quelque temps auparavant avec celle-ci. Rapportée au livre IX des Confessions, la Vision d'Ostie est devenue un classique de la littérature mystique.
Augustin et Monique se trouvent à Ostie, accoudés à une fenêtre donnant sur le jardin de la maison. Dans la douceur de l'intimité retrouvée, ils se demandent, « en présence de la Vérité », à quoi peut ressembler « la vie éternelle des saints ». Au moment où ils en concluent qu'aucun plaisir terrestre n'est comparable au bonheur céleste, « un mouvement plus ardent » porte leurs « esprits » vers « l'Être lui-même ».
Traversant les degrés qui relient le monde corporel au monde spirituel, ils parviennent alors à la sphère de l'éternité, « là où la vie est la Sagesse ». Ils effleurent celle-ci, le temps d'un « soupir », puis retombent et reprennent leur conversation. Cette extase fugace leur a fait entrevoir ce qu'implique la vie éternelle : le silence absolu, la parole de Dieu en direct et la vision exclusive de la Sagesse. Et Monique alors de confesser qu'après avoir réalisé sa mission de ramener son fils dans le giron de l'Église, plus rien ne la retient ici-bas.

## Postérité

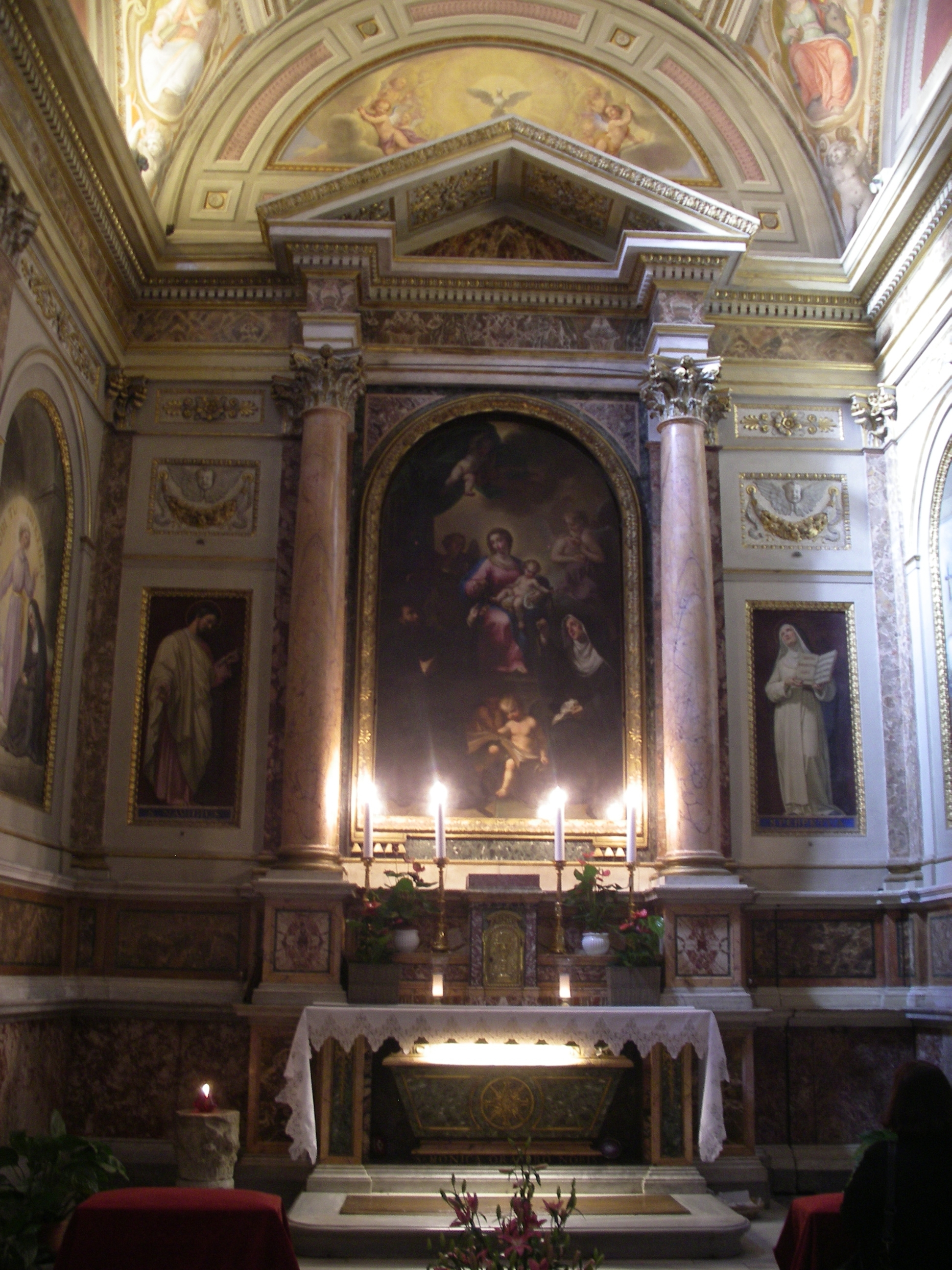
Autel et tombeau de sainte Monique à Rome.

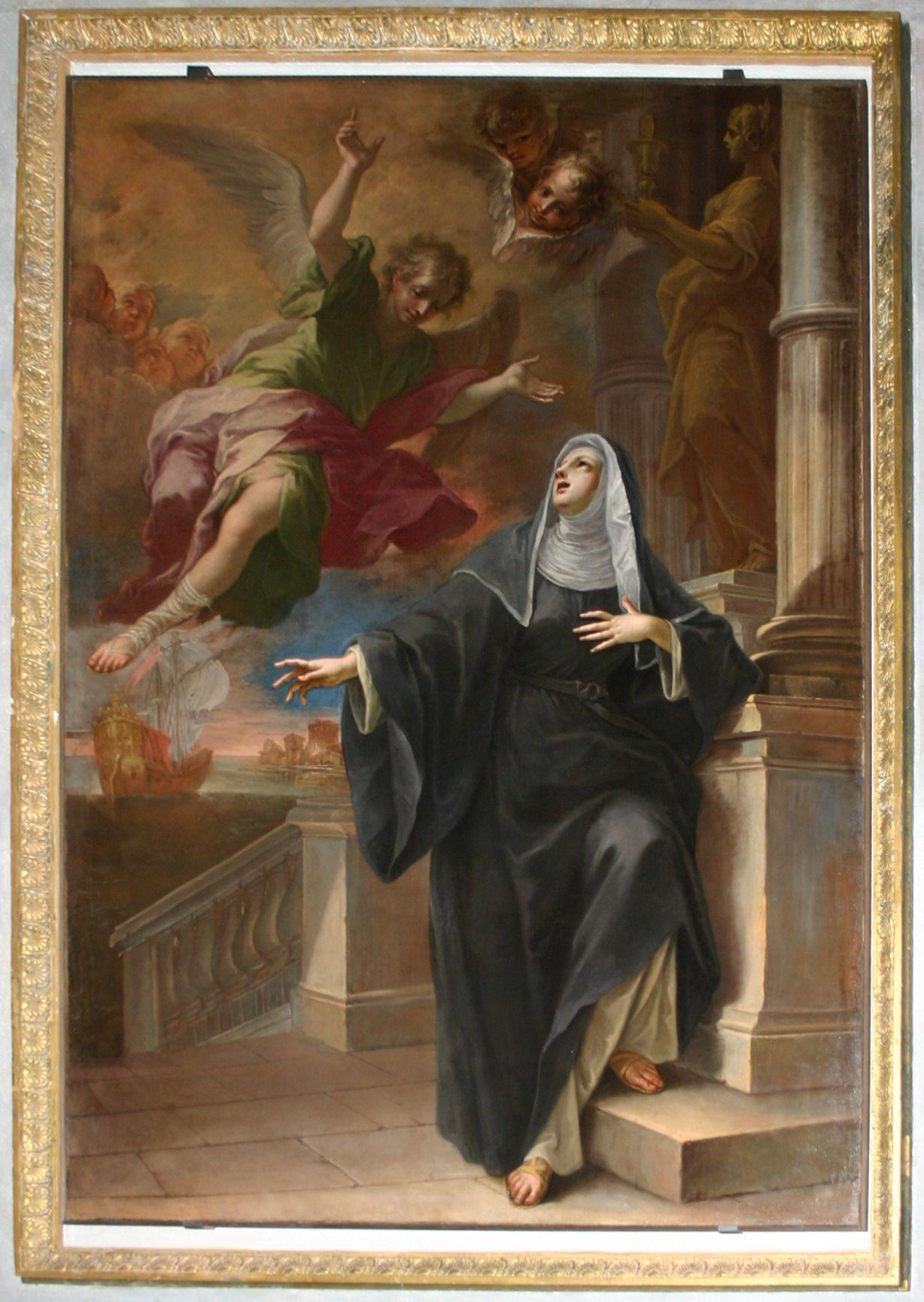
Sainte Monique dans son vêtement noir, avec la ceinture augustinienne (par Pietro Maggi).

### Les reliques
À Ostie, on a retrouvé, en 1945, un fragment de la dalle de marbre sous laquelle Augustin avait enseveli sa mère, ainsi qu'une partie de l'épitaphe gravée, à la fin du Ve siècle, par Anicius Auchenius Bassus. D'abord inhumée à l'église Sant'Aurea d'Ostie, la dépouille de Monique avait été transférée à Rome, le 9 avril 1430, et placée dans l'église San Trifone, à l'intérieur d'un sarcophage de pierre, œuvre du sculpteur Isaïe de Pise.
Cette église est devenue la basilique Sant'Agostino in Campo Marzio, où le corps de la sainte demeure encore aujourd'hui. Elle est attenante à un couvent fondé en 1286 par des ermites de saint Augustin, lesquels propagèrent la dévotion à la mère de celui qu'ils considéraient comme leur fondateur.

### La liturgie
Dans le propre de l'ordre, les religieux avaient fixé sa fête au 4 mai, veille du jour où ils célébraient la conversion de saint Augustin. Le culte de sainte Monique s'étant développé au XVe siècle, Pie V l'inscrivit au calendrier romain en 1568, pour le 4 mai, date qui resta en usage jusqu'aux réformes liturgiques du concile Vatican II.
Une antique notice, rapportée par Dom Guéranger dans son Année liturgique, soulignait que Monique avait été « deux fois mère de saint Augustin, puisqu'elle l'enfanta pour le monde et pour le ciel », mais également qu'elle « embrassa la continence des veuves » pour se livrer « à la pratique des œuvres de miséricorde ».
Pour honorer sa mémoire, le Missel romain combinait autrefois les thèmes du veuvage (épître : 1 Tim 5,3-10), du fils revenu à la vie (péricope de la veuve de Naïm : Lc 7,11-16) et des larmes (collecte). Ce dernier thème se trouvait également exploité dans une séquence attribuée à Adam de Saint-Victor : « Heureuses larmes qui, dans leur abondance, ont été cause qu'une si éclatante lumière a brillé dans l'Église ! Elle a semé longtemps dans les pleurs, celle qui aujourd'hui moissonne avec tant d'allégresse ».

### L'iconographie

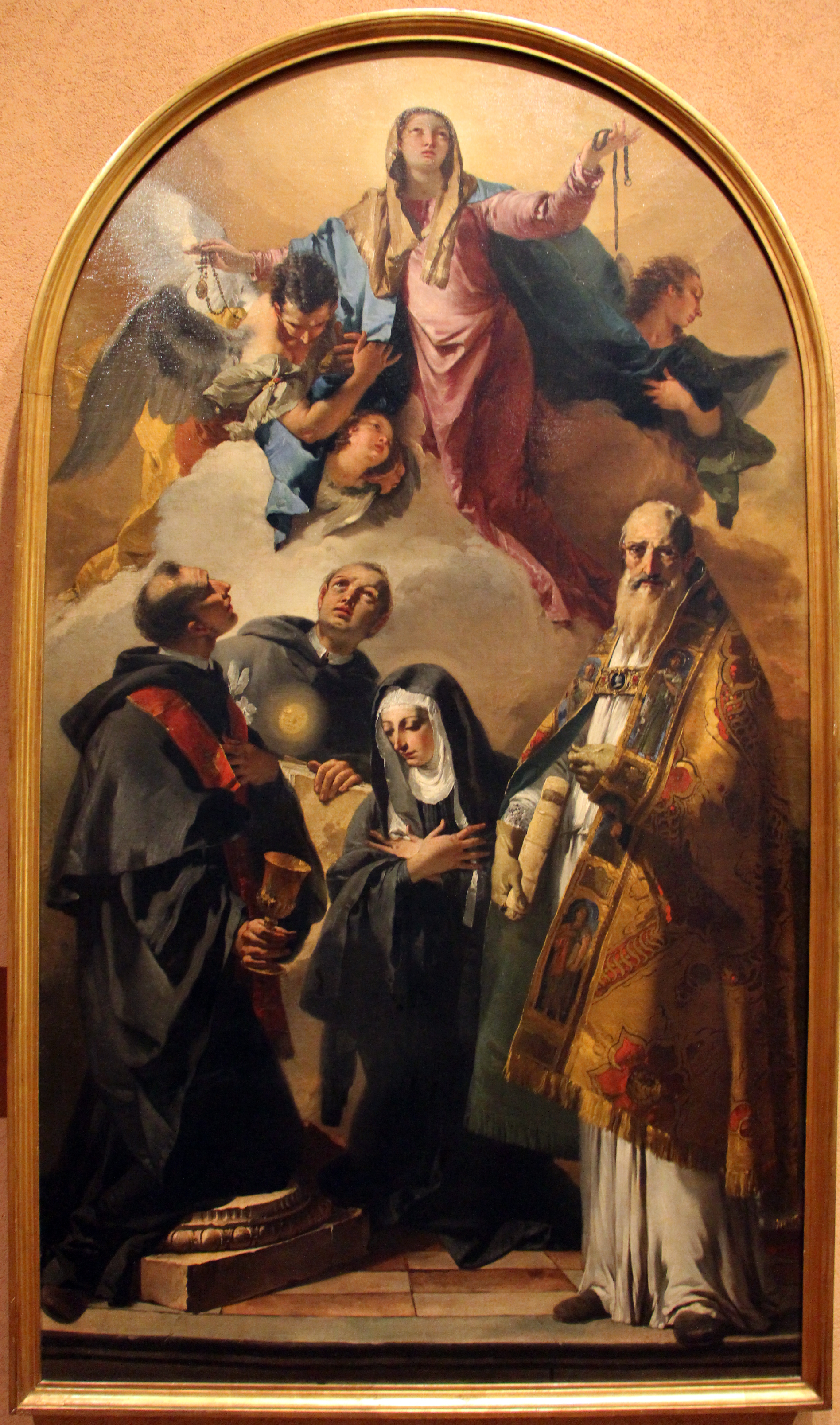
La Vierge, les anges et les saints Gaétan de Thiène, Nicolas de Tolentino, Monique et Augustin
Giambattista Tiepolo vers 1730
Musée Poldi Pezzoli, Milan

L'iconographie traditionnelle représente Monique vêtue du costume des veuves (guimpe blanche et voile noir), la taille serrée par la ceinture de cuir des augustins, qui avaient créé des confréries laïques autour de cet objet emblématique.
Giambattista Tiepolo  la représente vers 1730, dans La Vierge, les anges et les saints Gaétan de Thiène, Nicolas de Tolentino, Monique et Augustin. Le tableau est conservé au Musée Poldi Pezzoli de Milan.